# 耶律恕
耶律恕（1088年—1156年），字忠厚，本名耨里。契丹族，姓耶律。金朝将领，完颜亮时参知政事。出身辽朝皇族，横帐秦王族人。
耶律恕为人谨厚有志，喜读书，通晓契丹大字、契丹小字。早年出仕辽朝，保大二年（1122年），天祚帝西逃夹山（今内蒙古自治区武川县西），辽亡在即。三月，耶律恕与同知殿前点检事耶律高八一同归降金太祖。耶律恕入军旅，随完颜娄室与左副元帅完颜宗翰伐北宋，隶为前锋。天会十一年（1133年），跟随从完颜宗弼，攻取和尚原（今陕西省宝鸡市西南）有功。次年，参与仙人关（今甘肃徽县南）大战，因其知兵善战，得右副元帅完颜宗辅推荐，担任太原（今山西省太原市）、真定（今河北省正定县）少尹。为完颜撒离喝陕西参谋，处理军务，转任行台兵部侍郎、尚书左司郎中。完颜亮即位，为沁南军节度使，转任行台工部尚书。天德二年（1150年），改任安国军节度使。贞元元年（1153年），拜参知政事。贞元二年（1154年），转任兴中（今辽宁省朝阳市）尹，入为太子少保。正隆元年（1156年），致仕辞官，封广平郡王。同年卒，赠银青光禄大夫。

## 延伸阅读
[在维基数据编辑]
 《金史·卷82》，出自脱脱《遼史》